# Jardín Botánico de Norfolk

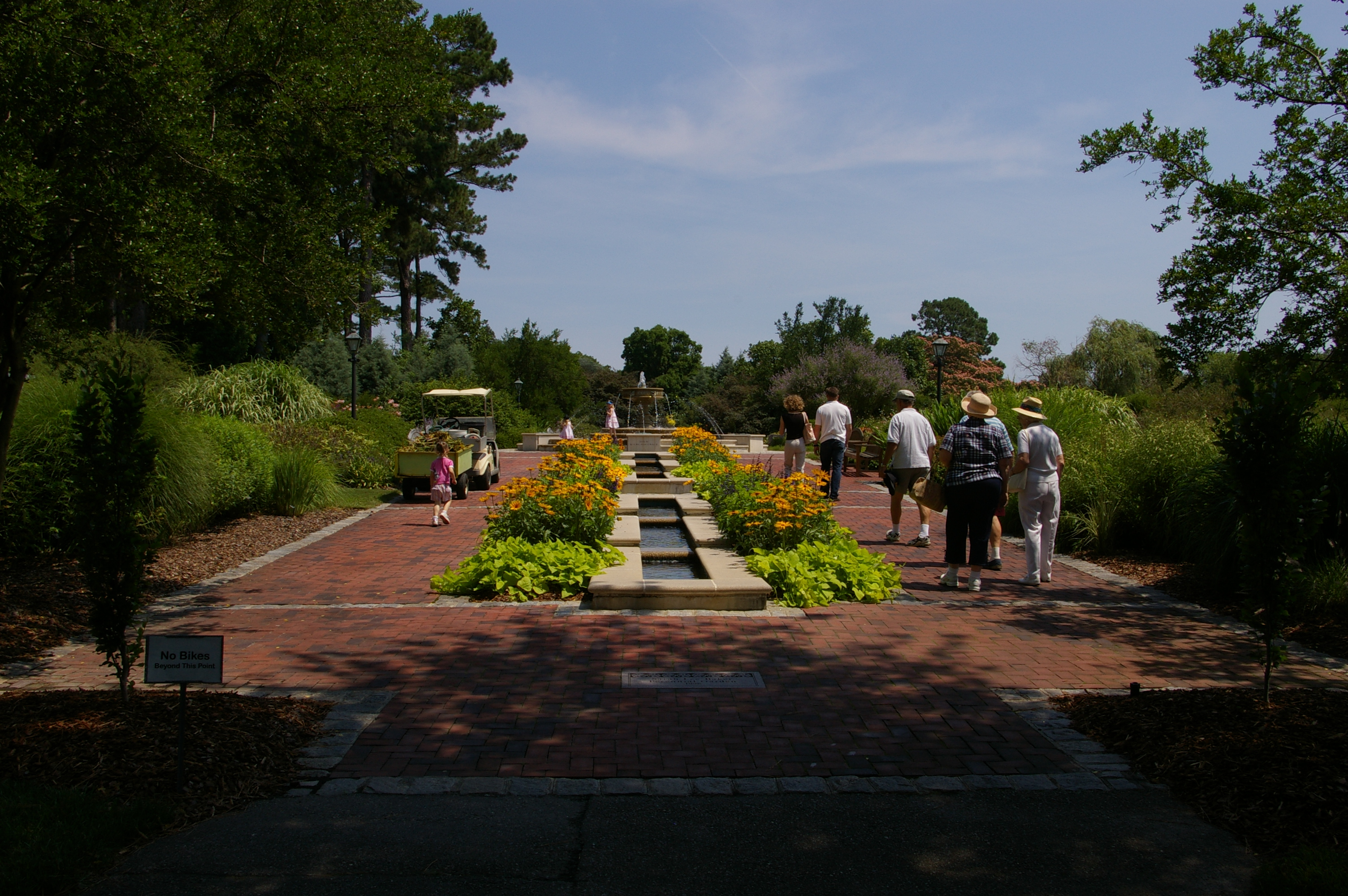
Jardín de plantas perennes del Norfolk Botanical Garden

El Jardín Botánico de Norfolk en inglés, Norfolk Botanical Garden, es un jardín botánico y arboretum de (155 acres) en Norfolk, Virginia. Forma parte del North American Plant Collections Consortium por su colección de azaleas nativas. Su código de identificación internacional es ODU. 

## Localización
Norfolk Botanical Garden, 6700 Azalea Garden Road, Norfolk, Virginia 23518 Estados Unidos.
Está abierto todos los días excepto los días más señalados de fiesta y se cobra una tarifa de visita.

## Historia
Los jardines empiezan su creación a mediados de la década de 1930, cuando la ciudad de Norfolk reservó 75 acres de tierra alta, además de 75 acres de terreno boscoso con el propósito de crear un jardín para la ciudad. 
En 1938, bajo concesión del Works Progress Administration (WPA), más de doscientas mujeres afroamericanas y veinte hombres despejaron los terrenos. En marzo del 1939, se habían plantado unas 4.000 azaleas, 2000 rhododendrons, varios miles de arbustos y árboles de varias especies, y 100 celemines de narcisos. 
En 1958 la antigua American Horticultural Society asumió el control de su mantenimiento y cambió el nombre del jardín, al de «Norfolk Botanical Garden». Un número de jardines temáticos fueron agregados en los años 50 y 60, incluyendo el jardín japonés, el jardín de plantas del desierto, el jardín colonial, y la rosaleda.

## Colecciones
Actualmente, el jardín botánico consta de numerosos jardines temáticos entre los que se incluyen:
- «All-American Selections Display Garden» (Jardín de Exhibición del «AAS»). Exhibe las nuevas variedades de cada año del All-America Selections (AAS).

- «Annette Kagan Healing Garden» - plantas medicinales, arroyo, y estanques.

- «Bicentennial Rose Garden» (Rosaleda del Bicentenario) (1976). Más de 3,000 plantas de rosas que representan más de 430 variedades.

- «Border Walk» (Paseo de los Arriates), arriates del estilo tradicional inglés, con Tulipanes, Narcisos, Pensamientos, además de Azaleas, Hibiscus 'Diane', Impatiens, Petunias, y Gomphrena.

- «Bristow Butterfly Garden» (Jardín Bristow de Mariposas) (2 acres) - un hábitat para mariposas y polillas.

- «Colonial Herb Garden» (Jardín Colonial de Hierbas), jardín de hierbas americano tal como los que existían en el siglo XVIII y el siglo XIX, con una cerca de boj.

- «Conifer Garden» (Jardín de Coníferas). Coníferas tanto de gran porte como enanas, incluyen arborvitae, cryptomeria, ciprés falso, juniperus, y piceas.

- «Fern Glade» (Valle de los Helechos) - numerosas especies de helechos.

- «Flowering Aboretum» (Arboretum Florido) (17,5 acres). Una colección de 336 árboles de flor.

- «Four Seasons Garden and Wildflower Meadow» (Jardín de las Cuatro Estaciones y Prado de Flores Silvestres) (1994). Más de 50 especies de flores silvestres y 10 especies de céspedes.

- «Fragrance Garden» (Jardín de las Fragancias) (1963). Plantas fragantes, incluyendo Myrica, Chionanthus, Lavandula, Osmanthus, Mentha x piperita, Chimonanthus, y bulbos con flores olorosas.

- «Hofheimer Camellia Garden» (1992) - una de las mayores colecciones de camellia de la región collection; más de 500 variedades. Predominantemente variedades de Camellia japonica y C. sasanqua.

- «Holly Garden & Turner Sculpture Garden» (en la década de 1950, 3 acres) - siempreverdes acebos en «parterres». El jardín contiene 121 variedades acebos, incluyendo más de 20 tipos de acebos asiáticos y americanos y una docena de ingleses agrupados por regiones geográficas.

- «Japanese Garden» (Jardín Japonés) (1962) - creado en honor de «Moji» ciudad japonesa hermanada con Norfolk, yand rededicado en 1962 a Kitakyushu, anteriormente Moji; rediseñada y redistribuida en 1995.

- «Kaufman Hydrangea Garden» (Jardín de Hydrangea Kaufman) - unas 200 variedadees de hydrangea y especies próximas.

- «Matson Garden» (0.25 acres) - grandes lechos florales de perennes y grupos pequeños de plantas mezcladas.

- «Mirror Lake» (Lago del Espejo) (1939). Lago con senderos pavimentados que lo rodean

- «NATO Overlook» (Mirada sobre la OTAN). Vista sobre el jardín, con redwoods y cedros del Atlas; nombrado en honor de las instalaciones próximas de la OTAN.

- «Norfolk International Airport Overlook» (Mirada sobre el Aeropuerto Internacional de Norfolk) - mapa detallado del Norfolk International Airport con una descripción de cómo funcionan los aviones. Los visitantes pueden monitorizar las comunicaciones terrestres del aeropuerto.

- «Purity Garden» (Jardín de la Pureza). Esculturas de Cataldi de Madonna y niño, con fondo de camellias.

- «Renaissance Garden» (Jardín del Renacimiento) (1994) - imitación de un jardín del Renacimiento italiano de finales del siglo XVI, con zona de vistas, terrazas, vallas de piedra, estatuas de las estaciones, y estanque de reflejos y fuente.

- «Rhododendron Glade» (Valle de Rododendros). Más de 175 variedades de azalea y rhododendron.

- «Sarah Lee Baker Perennial Garden» (Jardín de Plantas Perennes de Sarah Lee Baker) (1 acre). Más de 200 variedades de plantas perennes, en un diseño formal de fuentes y canales.

- «Statuary Vista» (Vista Estatuaria). Once, estatuas heroicas de gran tamaño en mármol de Carrara esculpidas por Sir Moses Jacob Ezekiel en Roma, 1879-1884, para William Wilson Corcoran, fundador de la Corcoran Gallery of Art en Washington D. C. Estas estatuas fueron cinceladas para ocupar nichos en la «Corcoran Gallery», y representan a artistas notables (Rembrandt, Rubens, Canova, Fidias, Murillo, Durero, Leonardo da Vinci, etc.).

- «Sunken Garden» (Jardín hundido)(1963). Un pequeño estanque con plantas de pleno sol y de sombra.

- «Tropical Garden» (Jardín Tropical). En un gran invernadero podemos ver bananas, orejas de elefantes, eucalyptus, jengibres, etc.

- «Virginia Native Plant Garden» (Jardín de Plantas Nativas de Virginia) (6 acres). Cuatro comunidades de plantas que una vez cubrieron el sureste de Virginia: ciprés calvo / tupelo de los pantanos; bosques de maderas duras de tierras bajas; pinos de hojas largas de los llanos; y bosques de Atlantic white cedar.

- «Winter Garden» (Jardín de invierno). Plantas de invierno de interés.

- «World of Wonders» (Mundo de Maravillas) (3 acres). Enfocado a las visitas de familias con niños.